# Serbie-et-Monténégro au Concours Eurovision de la chanson
La Serbie-et-Monténégro a participé à deux éditions du Concours Eurovision de la chanson, en 2004 et 2005, sans le remporter.

## Participation
Le pays a participé durant deux années consécutives, en 2004 et 2005.

## Retrait
En 2006, la Serbie-et-Monténégro s'inscrivit pour participer au concours, mais une vive controverse éclata durant la procédure de sélection nationale. Il y eut des tensions entre les télédiffuseurs serbe et monténégrin et des divergences flagrantes dans l’attribution des points par les jurys, lors de la finale. Les jurés monténégrins n'attribuèrent ainsi aucun point aux chansons serbes, alors que leurs collègues serbes votèrent pour certaines chansons monténégrines. 
Au terme de la procédure de vote, ce fut le groupe monténégrin No Name (qui avait déjà représenté le pays l’année précédente) qui l’emporta avec la chanson Moja ljubavi. À son retour sur scène, le groupe fut conspué par le public, qui se mit à lui jeter des bouteilles. Ses membres regagnèrent alors les coulisses, sous les sifflets et les huées. C'est finalement le groupe serbe Flamingosi, arrivé deuxième, qui parvint à calmer la salle, en rejouant sa propre chanson. 
Devant l’ampleur de la contestation interne, le pays décida de se retirer. Il conserva cependant le droit de voter durant la demi-finale et la finale. Les téléspectateurs serbes et monténégrins purent ainsi participer au télévote. Finalement, le Groupe de Référence de l'UER n'infligea aucune amende, ni sanction à la Serbie-et-Monténégro.
En juin de la même année, la Serbie et le Monténégro mirent fin à leur union par référendum. À partir de 2007, les deux pays participèrent séparément au concours.

## Résultats
Le meilleur classement du pays en finale demeure la deuxième place de Željko Joksimović en 2004. La Serbie-et-Monténégro a en outre remporté une demi-finale, la même année. Le pays n'a jamais terminé à la dernière place, ni obtenu de nul point.

## Représentants
| Édition | Année | Artiste(s)                            | Chanson       | Langue(s)   | Traduction française | Place (en finale) | Points (en finale) | Place (en demi-finale) | Points (en demi-finale) |
| ------- | ----- | ------------------------------------- | ------------- | ----------- | -------------------- | ----------------- | ------------------ | ---------------------- | ----------------------- |
| 49e     | 2004  | Željko Joksimović et Ad Hoc Orchestra | Lane moje     | Serbe       | Ma bien-aimée        | 02                | 263                | 01                     | 263                     |
| 50e     | 2005  | No Name                               | Zauvijek moja | Monténégrin | À moi pour toujours  | 07                | 137                |                        |                         |
| 51e     | 2006  | No Name                               | Moja ljubavi  | Monténégrin | Mon amour            | Abandon.          | Abandon.           | Abandon.               | Abandon.                |

- Première place
- Deuxième place
- Troisième place
- Dernière place

## Commentateurs et porte-paroles
| Année | Commentateurs serbes                 | Commentateurs monténégrins                          | Porte-parole     |
| ----- | ------------------------------------ | --------------------------------------------------- | ---------------- |
| 2004  | Mladen Popović & Duška Vučinić-Lučić | Dražen Bauković & Tamara Ivanković                  | Nataša Miljković |
| 2005  | Mladen Popović & Duška Vučinić-Lučić | Dražen Bauković, Tamara Ivanković & Danijel Popović | Nina Radulović   |
| 2006  | Mladen Popović & Duška Vučinić-Lučić | Dražen Bauković & Tamara Ivanković                  | Jovana Janković  |

## Historique de vote
De 2004 à 2006, la Serbie-et-Monténégro a attribué en finale le plus de points à :
| Rang | Pays               | Points |
| ---- | ------------------ | ------ |
| 1    | Macédoine          | 27     |
| 2    | Croatie            | 25     |
| =    | Grèce              | 25     |
| 4    | Bosnie-Herzégovine | 22     |
| 5    | Albanie            | 16     |

De 2004 à 2005, la Serbie-et-Monténégro a reçu en finale le plus de points de la part de :
| Rang | Pays               | Points |
| ---- | ------------------ | ------ |
| 1    | Autriche           | 24     |
| =    | Croatie            | 24     |
| =    | Suisse             | 24     |
| 4    | Bosnie-Herzégovine | 22     |
| =    | Slovénie           | 22     |

### 12 Points
Légende
 Vainqueur - La Serbie-et-Monténégro a donné 12 points à la chanson victorieuse / La Serbie-et-Monténégro a reçu 12 points et a gagné le concours
 2e place - La Serbie-et-Monténégro a donné 12 points à la chanson arrivée à la seconde place / La Serbie-et-Monténégro a reçu 12 points et est arrivée deuxième
 3e place - La Serbie-et-Monténégro a donné 12 points à la chanson arrivée à la troisième place / La Serbie-et-Monténégro a reçu 12 points et est arrivée troisième
 Qualifiée - La Serbie-et-Monténégro a donné 12 points à une chanson parvenue à se qualifier pour la finale / La Serbie-et-Monténégro a reçu 12 points et s'est qualifiée pour la finale
 Non-qualifiée - La Serbie-et-Monténégro a donné 12 points à une chanson éliminée durant les demi-finales / La Serbie-et-Monténégro a reçu 12 points mais n'est pas parvenue à se qualifier pour la finale
| Année | Attribués | Attribués   | Reçus                                                             | Reçus                                                                                |
| Année | Finale    | Demi-Finale | Finale                                                            | Demi-Finale                                                                          |
| 2004  | Macédoine | Macédoine   | Autriche Bosnie-Herzégovine Croatie Slovénie Suède Suisse Ukraine | Allemagne Autriche Bosnie-Herzégovine Croatie Pays-Bas Slovénie Suède Suisse Ukraine |
| 2005  | Grèce     | Croatie     | Autriche Croatie Suisse                                           | Qualifiée d'office                                                                   |